# امیل میناسیان
امیل میناسیان (ارمنی: Էմիլ Մինասյան؛ زادهٔ ۱۹۱۶ - درگذشته ۲ فوریهٔ ۱۹۸۲) یک شاعر ارمنی‌تبار اهل ایران بود.

## زندگی‌نامه
وی در ۱۹۱۶ در ماموکا به دنیا آمد تحصیلات ابتدایی در زادگاهش و سپس در جلفای نو فراگرفت. در ۱۹۶۳ به ایروان نقل مکان نمود.  وی در ۲ فوریهٔ ۱۹۸۲ در سن ۶۶ سالگی در سوئد درگذشت.